# Heidi Hammel
Heidi Hammel (ur. 14 marca 1960 w Sacramento) – amerykańska astronomka, planetolog. Zajmuje się głównie badaniem planet zewnętrznych i ich księżyców z wykorzystaniem technik obserwacyjnych.

## Życiorys
W 1982 ukończyła Massachusetts Institute of Technology (MIT). W 1988 uzyskała tytuł doktora fizyki i astronomii na Uniwersytecie Hawajskim. Po uzyskaniu doktoratu pracowała dla Jet Propulsion Laboratory, a następnie wróciła na MIT, gdzie przez prawie 9 lat była zatrudniona na Wydziale Nauk Ziemskich, Atmosferycznych i Planetarnych. Następnie pracowała dla Space Science Institute w Boulder w stanie Colorado. Od 2005 roku jest członkiem rady dyrektorów The Planetary Society. Od 2011 pracuje dla konsorcjum AURA, którego jest wiceprezydentem.
W 1989 była członkiem zespołu pracującego nad zdjęciami przesłanymi przez sondę Voyager 2 podczas jej przelotu obok Neptuna. Później zajmowała się badaniami Neptuna i Urana za pomocą teleskopu Hubble’a oraz obserwatoriów naziemnych. Przewodniczyła grupie badającej za pomocą teleskopu Hubble’a reakcję atmosfery Jowisza na uderzenie w tę planetę komety Shoemaker-Levy 9 w lipcu 1994. Jest członkiem zespołu naukowego zaangażowanego w budowę Kosmicznego Teleskopu Jamesa Webba, który ma zostać wysłany w kosmos w 2021.
Jest członkiem American Association for the Advancement of Science.

## Nagrody i wyróżnienia
- W 1995 otrzymała Nagrodę Doroty Klumpke-Roberts[5].
- W 2002 otrzymała Medal Carla Sagana[2].
- Jej nazwiskiem ochrzczono asteroidę (3530) Hammel[3].